# 김새롬
김새롬(1987년 10월 2일 ~ )은 대한민국의 방송인, 모델이다. 176cm의 큰 키와 빼어난 몸매로 2004년 17살의 나이에 슈퍼모델 선발대회를 통해 데뷔하였다.

## 학력
- 숭신여자중학교 (졸업)
- 저동고등학교 (졸업)
- 숭신여자고등학교 (전학)
- 경기대학교 연기학과 (졸업)

## 출연작

### 방송
- MBC 《섹션TV 연예통신》
- KBS 《놀라운 아시아》
- KBS 《가족오락관》
- tvN 《코미디 X-1》
- tvN 《Trend TV 마릴린》
- 올리브TV 《키스 the Date》
- SBS 《디자인 성공시대》
- MBC 《여성! 행복도시》
- SBS E! 《로드 쇼 S》
- QTV 《순위 정하는 여자》
- MBC 에브리원 《블링블링 에브리쇼》
- MBC 《청춘 버라이어티 꽃다발》
- E채널 《씨 리얼》
- 패션앤 《스위트룸》
- tvN 《환상의 커플》
- MBC 에브리원 《M-BOX 시즌2》
- 스토리온 《김원희의 맞수다》
- KBS W 《여자들의 고민을 풀어주는 식당》
- MBC 《스타 다이빙 쇼 스플래시》
- MBC 《마이 리틀 텔레비전》
- MBC 《미스터리 음악쇼 복면가왕》
- SBS 《동상이몽, 괜찮아 괜찮아》
- MBC 에브리원 《마담들의 은밀한 레시피》
- JTBC 《이승연의 위드 유》
- JTBC 《이승연의 위드 유 2》
- TV조선 《우리 이혼했어요》
- MBC 《황금어장 라디오스타》
- SBS 《신발벗고 돌싱포맨》
- MBC 에브리원 《히든아이》

### 드라마
- 2008년 MBC 《라이프 특별조사팀》- 진선미 역
- 2009년 SBS 《태양을 삼켜라》- 오상미 역
- 2009년 OCN 《조선추리활극 정약용》5화 <비밀의 방> - 매화 역
- 2012년 E채널 《단단한 가족》- 새롬 역

## 수상
- 2006년 MBC 방송연예대상 쇼버라이어티부문 여자신인상

## 논란 및 사건사고
2021년 1월 23일, 김새롬은 SBS 《그것이 알고싶다》의 정인이 사건 후속 방송 중에 GS 홈쇼핑에 방영하여 제품을 홍보하다가 "그것이 알고 싶다 끝났나요? 지금 그게 중요한 게 아니라 물건을 사는 게 중요하다!"며 실언을 했다는 비판을 받았다. 이후 김새롬과 GS 홈쇼핑 측에서 사과했으며, '쇼미더트렌드' 방송을 잠정 중단할 것이라고 밝혔다.